# Sergey Voynov
Sergey Voynov (ros. Сергей Войнов Siergiej Wojnow; ur. 26 lutego 1977) – uzbecki lekkoatleta specjalizujący się w rzucie oszczepem.
Mistrz świata juniorów z Sydney (1996) – wygrał z wynikiem 79,78 m. Wielokrotny medalista mistrzostw Azji oraz igrzysk azjatyckich. Trzykrotny olimpijczyk: Atlanta 1996, Sydney 2000 i Ateny 2004. Cztery razy brał udział w mistrzostwach świata. Rekord życiowy: 84,80 m (17 czerwca 2000, Villeneuve-d’Ascq).

## Osiągnięcia
| Rok  | Zawody                      | Miejscowość        | Miejsce           | Wynik |
| ---- | --------------------------- | ------------------ | ----------------- | ----- |
| 1995 | Mistrzostwa Azji            | Dżakarta           | 3. miejsce        | 73,46 |
| 1996 | Mistrzostwa świata juniorów | Sydney             | 1. miejsce        | 79,78 |
| 1996 | Igrzyska olimpijskie        | Atlanta            | el. – 24. miejsce | 76,30 |
| 1997 | Mistrzostwa świata          | Ateny              | el. – 27. miejsce | 74,32 |
| 1998 | Igrzyska azjatyckie         | Bangkok, Tajlandia | 1. miejsce        | 79,70 |
| 1999 | Mistrzostwa świata          | Sewilla            | el. – 19. miejsce | 77,35 |
| 2000 | Igrzyska olimpijskie        | Sydney             | el. – 25. miejsce | 75,89 |
| 2001 | Mistrzostwa świata          | Edmonton           | el. – 23. miejsce | 76,66 |
| 2002 | Mistrzostwa Azji            | Kolombo            | 2. miejsce        | 79,70 |
| 2003 | Mistrzostwa świata          | Paryż              | el. – 15. miejsce | 76,66 |
| 2002 | Igrzyska azjatyckie         | Pusan              | 3. miejsce        | 78,74 |
| 2003 | Mistrzostwa Azji            | Manila             | 3. miejsce        | 76,09 |
| 2004 | Igrzyska olimpijskie        | Ateny              | el. – 24. miejsce | 74,68 |